# Nick Whitaker

Nick Whitaker (1 de octubre de 1988) es un actor estadounidense que interpretó el papel principal en Benji: Off the Leash! y Chase Patterson en  Message in a Cell Phone (2000).
También apareció en las películas de Disney Channel, High School Musical y Read It and Weep. Nick es también activo en la Iglesia de Jesucristo de los Santos de los Últimos Días y ha aparecido en muchas películas relacionadas con las iglesias que incluyen protagonizada por el profeta Joseph Smith en la película principal de la LDS Motion Picture Studios, "Joseph - Profeta de la Restauración. Que actualmente está jugando en el Edificio Conmemorativo José Smith y varios centros de visitantes de todo el mundo. También ha aparecido en 'Brigham City', 'dinero o de la misión ", así como de fallo de los niños película' Off '.
En Read It and Weep juega Lenny Bartlett, el hermano mayor de Jamie Bartlett, quien es el personaje principal. En la película canta la canción "I Will Be Around". MP3 no oficial de la canción en la actualidad se distribuye en varias películas y sitios de fanes de Disney, debido a la falta de versiones oficiales.
Nick actuó recientemente como uno de los jugadores de baloncesto en Hatching Pete. Esto fue solo un papel menor, sin embargo.
Nick actualmente vive en Salt Lake City, Utah con su familia. El hermano menor de Max, y su hermano mayor Tim son también actores.
1. Diario de un adolescente (2005)
2. Hatching Pete (2009) (TV) .... Floyd
3. High School Musical 3: Senior Year (2008) (no acreditado) .... Primavera Musical Guitar Player
4. Dinero o Misión (2006) (V) .... Patrick Gill
5. Read It and Weep (2006) (TV) .... Lenny Bartlett
6. High School Musical (2006) (TV) .... Alan
7. José Smith: Profeta de la Restauración (2005) .... José Smith - edades 14-17 años
8. Benji: Off the Leash! (2004) .... Colby Hatchett
9. "Touched by an Angel" .... Tommy / ... (2 episodios, 2001-2002)
10. (2002 Forever Young) TV episodio .... Tommy
11. The Game Perfect (2001) TV episodio .... Willie